# Finkenkrug
Finkenkrug ist ein Ortsteil der Stadt Falkensee westlich von Berlin. Der Ortsteil hat seinen Namen vom 1777 erbauten Alten Finkenkrug, der im Bereich eines ursprünglichen Teerofens im Bredower Forst errichtet wurde und an der Chaussee zwischen Spandau und Nauen stand. Dieser Ausflugsort war bis zum Jahr 1945 bei den Ausflüglern sehr beliebt.
Finkenkrug entstand ab 1850 um den neuen Bahnhof Finkenkrug. Besonders in der Gegend um den Lindenweiher zeichnet sich ein Stadtbild aus alten Villen und grün umsäumten Straßen. Um die Wende zum 20. Jahrhundert war Finkenkrug ein beliebtes Ausflugsziel der Berliner.

## Geschichte

### 18. Jahrhundert
Schon im 18. Jahrhundert wurden zahlreiche Gebiete nördlich der Havel durch Kanäle und Grabensysteme entwässert, was auch für den Bereich um das heutige Finkenkrug nachgewiesen wurde. Es bestand aus Waldgebieten, Bruchlandschaft und landwirtschaftlich genutzten Feldern. Diese waren im Besitz des Rittergutes Seegefeld. Zum Vorwerk des Gutes gehörten ein Jägerhaus, eine Schäferei und ein Teich. Vom Vorwerk wurden Anfang der 1990er Jahre die letzten Spuren mit dem Abriss eines dazugehörigen Gebäudes mit einer damals üblichen Schwarzen Küche zerstört. Das Vorwerk befand sich in Neu-Finkenkrug am Dyrotzer Weg Einmündung Storchenstraße. Weiter nördlich an der Chaussee zwischen Spandau und Nauen befand sich die 1710 erstmals genannte Teerofensiedlung. Im Jahr 1777 eröffneten Handelsleute ein Lokal für die Bewohner der Siedlung, das den Namen Finkenkrug erhielt und volksmundlich bald Alter Finkenkrug hieß.

### 19. Jahrhundert

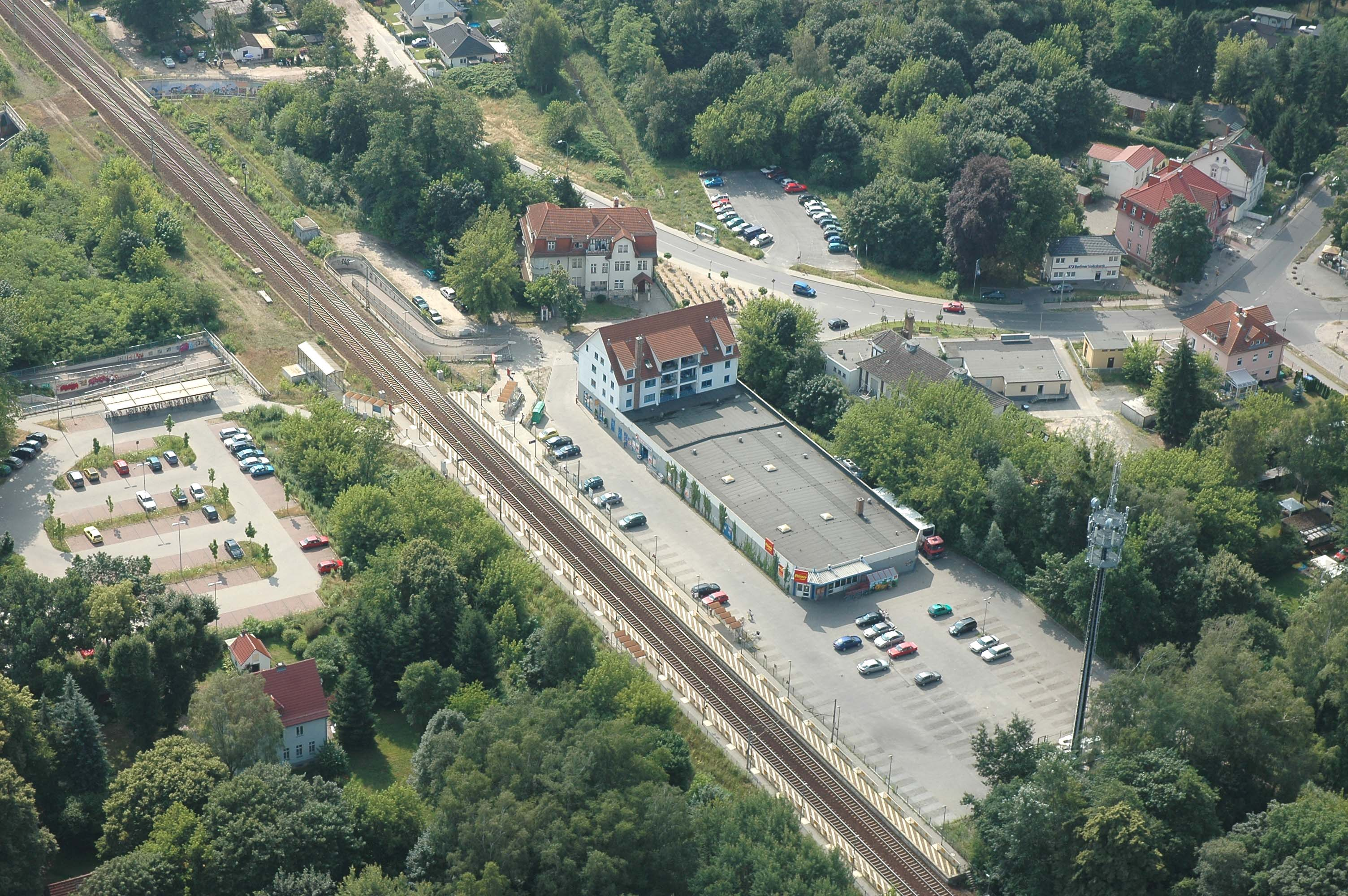
Bahnhof Finkenkrug 2006, Luftbild

Spätestens Anfang der 1850er Jahre avancierte der Finkenkrug zu einem Treffpunkt der Berliner Entomologen (die Insektenkunde war damals ein beliebtes Hobby) und wurde später zu einem allgemein beliebten Ausflugsziel.
Am 12. Dezember 1846 wurde die Bahnstrecke Berlin–Hamburg eröffnet, die durch das Gebiet führt. 1850, nach Einführung des Berliner Vorortverkehrs, wurde zunächst die Sonntagsbedarfshaltestelle Finkenkrug eingerichtet. 1852 ließ der Bahnbetreiber einen Bahnhof errichten. In der Gründerzeit kamen ab 1870 sonntags bis zu 25.000 Berliner Ausflügler. Es entstanden Ausflugslokale und Restaurants. Ab 1891 hielten Personenzüge regelmäßig in Finkenkrug.
Historiker nehmen an, dass das Gebiet des heutigen Ortsteils Finkenkrug bis zur Mitte des 19. Jahrhunderts weitgehend unbesiedelt war. Doch der Wendenwall – eine natürliche Erhebung eiszeitlichen Ursprungs – im Bereich der heutigen Parkstraße lässt eine slawische Besiedlung vermuten: diese Volksgruppe siedelte meist auf höher gelegenen Bereichen.
Der Kaufmann Bernhard Ehlers (1848–1919) gilt als Gründer Neu-Finkenkrugs. Er erwarb 1888 das Rittergut Seegefeld mit den dazugehörigen 657 Hektar großen Ländereien um die Bahnhöfe Seegefeld (heute: Falkensee) und Finkenkrug, legte 1892 der Gemeindeverwaltung einen Bebauungsplan für ein 90 Hektar großes Gebiet südlich der Bahnlinie in Neu-Finkenkrug vor. Der Plan sah die Anlage einer Kolonie mit 30 Villen in Bahnhofsnähe vor und wurde 1893 gebilligt. Die ersten Villen waren 1895 bezugsfertig. Zwischen 1895 und 1898 stagnierte das Besiedlungskonzept. Nach regenreichen Sommern befürchtete Ehlers Probleme mit dem Grundwasser und verkaufte am 5. Mai 1898 das Rittergut Seegefeld und den Grundbesitz (657,42 ha, davon 400 ha Laubwald) an die Deutsche Ansiedlungsgesellschaft in Halensee für rund eine Million Mark (kaufkraftbereinigt in heutiger Währung: rund 8,32 Millionen Euro), die dieses Land schneller vermarkten konnte. Ehlers selbst behielt nur einen kleinen Teil für sich und seine Frau, den Bereich um die heutige Parkstraße mit seinem im märkisch-römischen Stil erbauten Sommerhaus, was heute (2021) noch bewohnt wird.

### 20. Jahrhundert
Bereits zwei Drittel der Siedlungsfläche waren 1899 verkauft. Die Ansiedlungsbank arbeitete 1900 für Neu-Finkenkrug einen auf 258 Hektar erweiterten Siedlungsplan aus, der am 5. September 1903 genehmigt wurde und auch Plätze für einen Friedhof, für die Schule, die Kirche und für eine eigenständige Ortsverwaltung mit Rathaus, Gefängnis und ein Feuerwehrhaus beinhaltete. Ein Verein zur Förderung von Neufinkenkrug wurde 1903 gegründet. Im gleichen Jahr war Baubeginn für die Schule und die Pflasterung des Rohrbecker Weges wurde genehmigt. 1905 zählte Neu-Finkenkrug 163 Einwohner. Bereits acht Jahre später, 1913 hatte der Ort 650 Einwohner, das war eine Vervierfachung.
Anna von Gierke und Martha Abicht gründeten 1921 die GmbH Landjugendheim Finkenkrug am Havelländer Weg, die ein eigenes Gebäude im Bereich des Ortsteils Falkenhain plante. Bereits ein Jahr später wurde die erste Baracke aufgestellt, die zunächst Kindern sowie Schülerinnen und Angestellten des Verein Jugendheim Erholung bot. Das Landjugendheim, das sich schnell zu einer großen allumfassenden sozialpädagogischen Einrichtung entwickelte, wurde zuerst von Alice Bendix und später von Isa Gruner geleitet.
Im Jahr 1926 konnte die Finkenkruger Kirche fertiggestellt werden. 1927 wurde der Gutsbezirk Seegefeld mit seinen Kolonien Neu-Finkenkrug und Neu-Seegefeld und Waldheim der Gemeinde Falkensee angegliedert. Der Bombenkrieg des Zweiten Weltkriegs hinterließ nur wenige Schäden in Finkenkrug. Beschädigt wurde die Turnhalle der heutigen Lessingschule (Flugzeugteile eines abgestürzten Flugzeugs) sowie Häuser in der Ringstraße (Bombentreffer).
Zum Ende des Zweiten Weltkriegs wurde schließlich der Alte Finkenkrug aufgegeben.
In der DDR-Zeit blieb der Ortsteil weitestgehend unbeachtet, nur wenige Personen bauten Villen und zogen zu. Erst nach dem Mauerfall erfuhr das Berliner Umland wieder größere Nachfrage, Neusiedler kamen nach Finkenkrug.

### Seit 1990
Im September 2000 wurde der Bürgerverein Finkenkrug gegründet, dessen Statut folgende Ziele nennt: „Pflege, Erhalt und der Ausbau des Ortsteils Finkenkrug unter besonderer Beachtung der geschichtlichen, kulturellen und denkmalgerechten Behandlung der alten Siedlung Kolonie Finkenkrug von 1899“. Er hat seinen Sitz im Bürgerhaus in der Feuerbachstraße.
Im Jahr 2009 wurde der Bahnhof erneuert.

## Sehenswürdigkeiten und Natur (Auswahl)
- Evangelische Finkenkruger Kirche

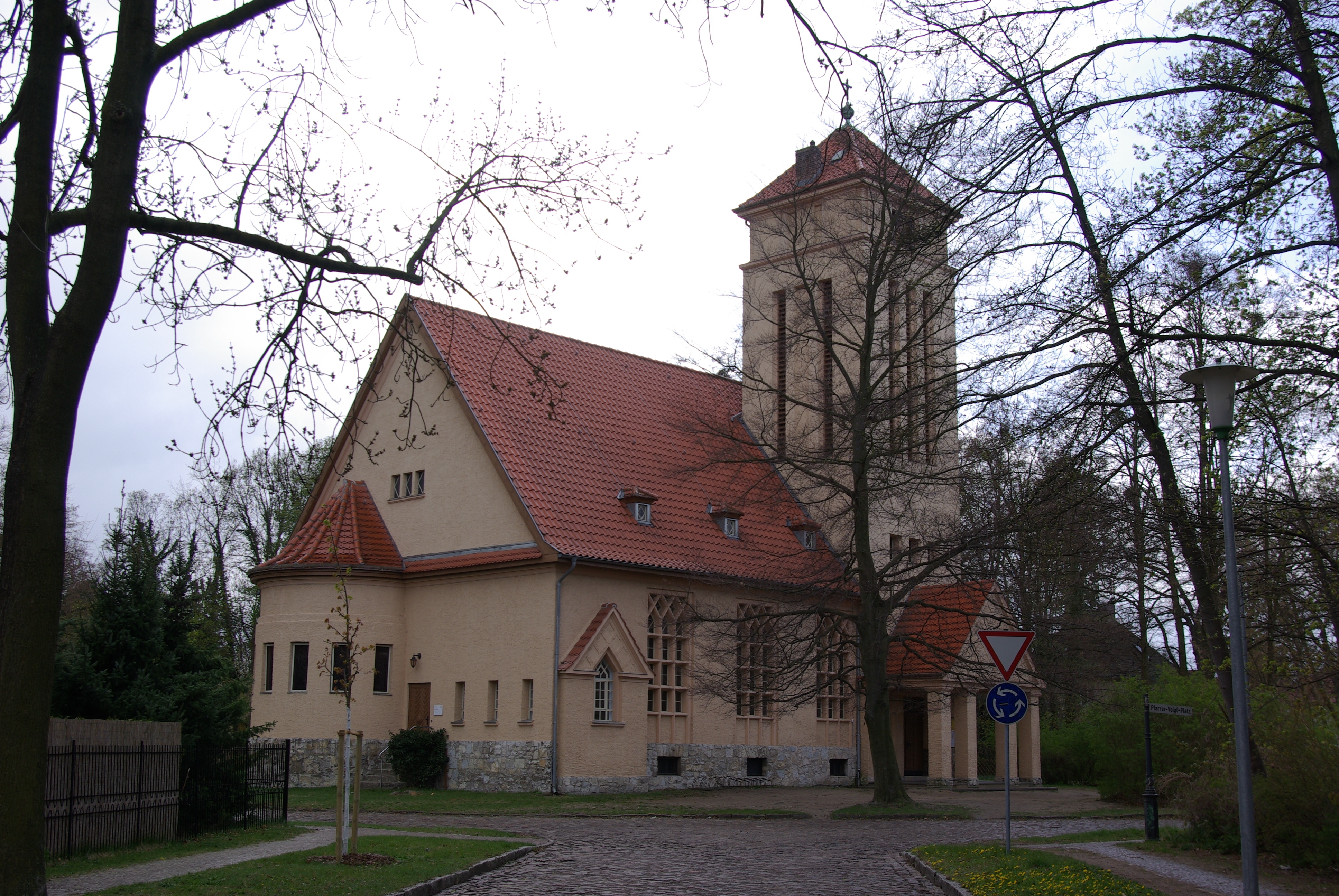
Finkenkruger Kirche

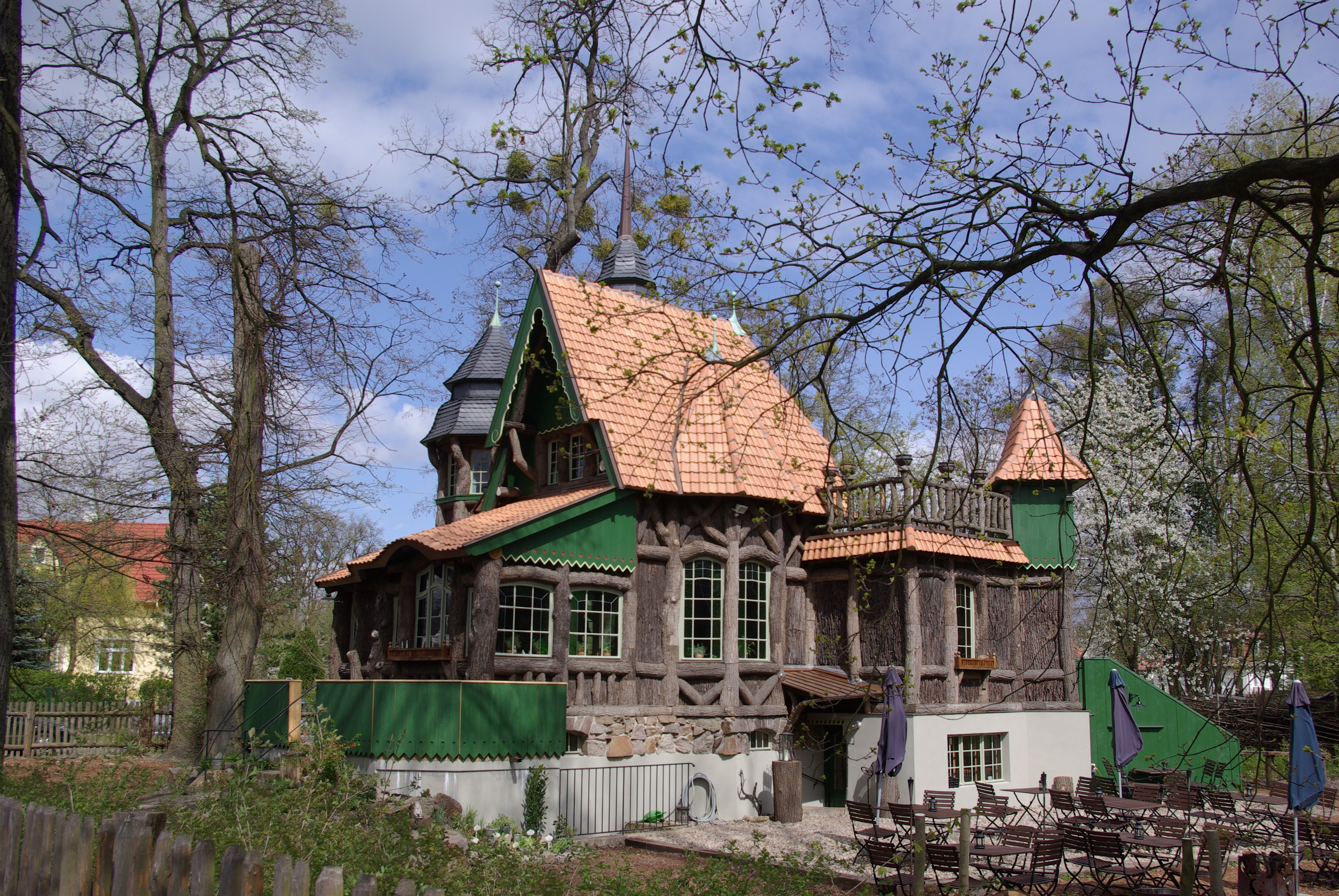
Hexenhaus, Poetenweg 88

- Das Hexenhaus im Poetenweg war Kulisse im Film Männerpension von Detlev Buck. Es steht unter Denkmalschutz.
- Lindenweiher
- Erster deutscher Naturlehrpfad im Bredower Forst, am 11. Juli 1930 eröffnet.[6]
- Olympiabrücke über dem Schlaggraben, das Geländer wurde 1936 zu Ehren der Olympischen Spiele in Berlin mit den olympischen Ringen verziert. Im Jahr 2014 erfolgte die farbliche Restaurierung der westlichen Seite.
- Das Kino Capitol nahe dem Bahnhof Finkenkrug (Karl-Marx-Straße 64–66) wurde 1936 nach Plänen und unter Leitung des Architekten R. Wilsdorf errichtet. Es diente ab den 1970er Jahren für Tanz- und Jugendveranstaltungen, Discos und Konzerte. Nach der politischen Wende wurde das Capitol an den heutigen Eigentümer Kai Lehmann verkauft, der dort bis 2007 eine Diskothek betrieb. Von 2007 bis 2018 wechselten die Mieter und Betreiber der Diskothek,[7] bis 2018 die Tanzschule Falkensee[8] die Geschäftsräume übernahm. Seitdem wird im Capitol unter der Woche Tanzunterricht gegeben und am Wochenende finden diverse Veranstaltungen statt, darunter Partyabende,[9] Livemusik-Veranstaltungen und private Vermietungen für Anlässe aller Art.
- Grabstein Bernhard Ehlers, dem Gründer von Neu-Finkenkrug.
Der stark verwitterte Grabstein des 1919 verstorbenen Bernhard Ehlers wurde im Auftrag der Falkenseer Stadtverwaltung 2004 von seinem Grab geborgen, restauriert und auf dem Friedhof in der Rembrandtstraße neu aufgestellt.
1919 herrschte noch keine Friedhofspflicht. Demnach konnte sich ein begüterter Mann, wie der Gründer von Neu-Finkenkrug, auf seinem Anwesen bestatten lassen. Er war der letzte Rittergutbesitzer vom Gut Seegefeld und hat sich im Alter auf seinen Sommersitz in der Parkstraße zurückgezogen. Ein Areal gehörte dazu, das heute (noch) frei zugänglich ist und nördlich am Schlaggraben (Bahnhof Finkenkrug) endet.

## Persönlichkeiten
- Anni und Peter Dietrich
- Bernhard Ehlers (1848–1919)
- Ottilie Ehlers-Kollwitz (1900–1963), Grafikerin und Malerin
- Franz Haferland, Maler
- Felix Jacoby (1876–1959), Klassischer Philologe
- Gertrud Kolmar (1894–1943), jüdische Lyrikerin, Tochter des Juristen Chodziesner aus Kolmar/Posen, wohnte in Finkenkrug, Feuerbachstraße 13, sie kam mit dem 32. Transport im Jahr 1943 nach Auschwitz und wurde unmittelbar nach der Ankunft dort ermordet
- Hermann Lüddecke (1938–2024), Architekt und Maler
- Kurt Magritz, Maler (1909–1992), Grafiker und Architekt, lebte ab 1970 im Stadtteil Finkenherd
- Wolfgang Riedel (1929–2007), Fußballschiedsrichter und Sportfunktionär in der DDR
- Otto Voigt, evangelischer Pfarrer in Finkenkrug von 1926 bis 1961, nach dem der Kirchplatz benannt ist